# 30. Unterseebootsflottille
La 30. Unterseebootsflottille était la 30e flottille de sous-marins allemands de la Kriegsmarine pendant la Seconde Guerre mondiale.
Formée à Constanța en Roumanie en octobre 1941 comme flottille de combat (Frontflottille), elle est sous le commandement du korvettenkapitän Helmut Rosenbaum (en).
Les U-Boote rejoignent Constanza après leurs transports par les terres et par les canaux du pays.
Son domaine opérationnel est limité à la mer Noire à la recherche de convois ennemis.
Son histoire prend fin en septembre 1944, lorsque les trois derniers U-Boote U-19, U-20 et U-23 sont sabordés le 10 septembre 1944 près de la côte turque.

## Affectations
- Octobre 1941 à octobre 1944 : Constanta.

## Commandement
| Nom                   | Grade           | Début        | Fin          |
| Helmut Rosenbaum (en) | Kapitänleutnant | Octobre 1942 | Mai 1944     |
| Clemens Schöler       | Kapitänleutnant | Mai 1944     | Juillet 1944 |
| Klaus Petersen        | Kapitänleutnant | Juillet 1944 | Octobre 1944 |

## Unités
La flottille a reçu 6 unités durant son service, comprenant des U-boots de type II B .
Unités de la 30. Unterseebootsflottille:
- U-9
- U-18, U-19
- U-20, U-23, U-24